# Marlous Oosting
Marlous Oosting (Assen, 11 juli 1988) is een Nederlandse zangeres.

## Biografie
Vanaf 10-jarige leeftijd zong Oosting in een kinderkoor. Ze deed in 2005, op 17-jarige leeftijd, mee aan de derde editie van Idols. Ze kwam niet verder dan de theaterronde.
In 2009 werd de single "Jij alleen jij" uitgebracht. Dit nummer is geschreven en gecomponeerd door Frank van Etten en Adriaan Hoes. Met deze single werd de 67ste positie in de Single Top 100 bereikt. De opvolger "Ik spreid nu mijn vleugels uit" bleef maar een week in de hitlijst. Het nummer Hey Marlous van zanger Rinus gaat over Oosting. Onder het grote publiek kreeg hij er bekendheid mee doordat het televisieprogramma De Wereld Draait Door er in een uitzending aandacht aan besteedde in de rubriek De tv draait door.
Oosting was een van de vijf deelnemers aan het Nationaal Songfestival 2010 op 7 februari 2010, waar ze het liedje Ik ben verliefd (Sha-la-lie) zong. Ze werd echter niet gekozen.  In mei 2011 bracht Oosting een album uit met een aantal nieuwe nummers, waaronder Vannacht van jou gedroomd. Bij de cd zit een bonus-dvd met clips en de "real life"-soap van Oosting. Marlous kwam in april 2012 met haar album Verslaafd aan muziek.
Op 12 april 2013 zong Oosting mee in de 3e tv-show van Bloed, zweet & tranen met het lied Een roosje, m'n roosje, een Nederlandstalige bewerking en cover van Jud Strunk (1973). In 2015 was Oosting te zien in het RTL 5 programma Shopping Queens VIPS, ze eindigde op de tweede plek.
Oosting heeft met haar partner een tweeling.

## Discografie

### Albums
| Album met eventuele hitnotering(en) in de Nederlandse Album Top 100 | Datum van verschijnen | Datum van binnenkomst | Hoogste positie | Aantal weken | Opmerkingen |
| ------------------------------------------------------------------- | --------------------- | --------------------- | --------------- | ------------ | ----------- |
| Ik voel me goed                                                     | 20-05-2011            | 28-05-2011            | 42              | 5            |             |
| Verslaafd aan muziek                                                | 27-04-2012            | 05-05-2012            | 68              | 2            |             |

### Singles
| Single met eventuele hitnotering(en) in de Nederlandse Top 40 | Datum van verschijnen | Datum van binnenkomst | Hoogste positie | Aantal weken | Opmerkingen                 |
| ------------------------------------------------------------- | --------------------- | --------------------- | --------------- | ------------ | --------------------------- |
| Sterren stralen                                               | 20-02-2008            | -                     |                 |              |                             |
| Ga toch naar haar terug                                       | 2008                  | -                     |                 |              |                             |
| Ooit komt het goed                                            | 2008                  | -                     |                 |              |                             |
| Als je me wilt dan.. (Kus me toch)                            | 2008                  | -                     |                 |              |                             |
| De show is nu voorbij                                         | 2008                  | -                     |                 |              |                             |
| Als hij 's nachts piano speelt                                | 2009                  | -                     |                 |              |                             |
| Jij alleen jij                                                | 09-06-2009            | -                     |                 |              | Nr. 67 in de Single Top 100 |
| Ik spreid nu mijn vleugels uit                                | 28-10-2009            | -                     |                 |              | Nr. 86 in de Single Top 100 |
| Je zeurt te veel, Dave                                        | 08-02-2010            | -                     |                 |              | Nr. 58 in de Single Top 100 |
| Ik ben verliefd                                               | 2010                  | -                     |                 |              | Songfestival 2010           |
| De waarheid                                                   | 01-10-2010            | -                     |                 |              | Nr. 92 in de Single Top 100 |
| Vannacht van jou gedroomd, Thomas                             | 01-08-2011            | -                     |                 |              |                             |
| Laat mij nu nooit meer alleen                                 | 22-09-2011            | -                     |                 |              |                             |
| De dag is voorbij                                             | 02-04-2012            | -                     |                 |              | Nr. 22 in de Single top 30  |
| Verboden liefde                                               | 23-04-2013            | -                     |                 |              |                             |
| Bedankt voor jouw liefde                                      | 10-01-2014            | -                     |                 |              |                             |
| Er komt een andere tijd                                       | 27-05-2016            | -                     |                 |              |                             |
| Verlaat me niet                                               | 16-02-2018            | -                     |                 |              |                             |
| Marlous onder de douche                                       | 17-02-2018            | -                     |                 |              |                             |
| Liefde van mijn leven                                         | 06-07-2018            | -                     |                 |              |                             |
| Verlangen naar een herinnering                                | 24-05-2019            | -                     |                 |              |                             |